# Mycodiplosis saundersi
Mycodiplosis saundersi är en tvåvingeart som beskrevs av Barnes 1927. Mycodiplosis saundersi ingår i släktet Mycodiplosis och familjen gallmyggor. Inga underarter finns listade i Catalogue of Life.